# Пермские епархиальные ведомости
«Пермские епархиальные ведомости» — газета, издававшаяся в городе Перми (Пермская губерния, Россия) с 1867 по 1919 год с периодичностью два раза в месяц. Редактором неофициального отдела был протоиерей Константин Добронравов. Начиная с 1870-х годов «Пермские епархиальные ведомости» дают богатый материал для местной истории и археологии. Дмитрий Смышляев зарегистрировал лучшие статьи из «ведомостей» за 1867—1893 годы в «Указателе статей по археологии, истории и этнографии Пермской губернии», опубликованном в «Пермских епархиальных ведомостях» за 1892 год. В 1915 и 1917 годах избранные статьи из «Ведомостей» были опубликованы под названием «Известия Пермского епархиального церковно-археологического общества».
С 1912 года в газете публиковал работы пермский краевед Владимир Верхоланцев.